# Easter Group
Die Easter Group, wörtliche deutsche Übersetzung Ostergruppe, ist eine kleine Inselgruppe im Indischen Ozean, gelegen etwa 60 km vor der westaustralischen Küste. Sie bildet die mittlere der drei atollähnlichen, in einer nord-südlichen Linie angeordneten Inselgruppen im Houtman-Abrolhos-Archipel.

## Geographie
Die Inseln liegen auf einer Riffplattform, die rund 22 km lang und bis zu 18 km breit ist. Die Inselgruppe Easter Group liegt 12 km südlich des Evening Reef der Wallabi-Inseln und ist von diesen durch den Middle Channel getrennt. Sie liegt 10 km nordwestlich der Pelsaert-Inseln, getrennt durch den Zeewijk Channel.
Die Hauptinsel Rat Island ist mit Abstand die größte Insel der Gruppe sowie die fünftgrößte des gesamten Houtman-Abrolhos-Archipels. Sie ist 1,6 km lang und im Norden knapp 600 Meter breit. Ihre Flächenausdehnung beträgt 65,3 Hektar. Sie liegt im Zentrum der Lagune und ist über die Good Friday Bay („Karfreitagsbucht“) im Norden zu erreichen. Die Good Friday Bay bietet einen sicheren Ankerplatz. An der Nordostseite befindet sich ein Anlegesteg.

## Inseln
Zur Easter Group gehören 28 offiziell namentlich benannte Inseln
sowie 26 nur inoffiziell benannte kleine Inseln und Felsformationen wie z. B. „Campbell Islet“, die jeweils nur einige hundert Quadratmeter Fläche aufweisen.
Eine Untergruppe der Easter Group sind die Eastern Islands (östliche Inseln). Diese bilden ein separates kleines atollartiges Gebilde, das vom Rest der Easter Group durch die 1,7 km breite Eastern Passage getrennt ist.
| |           |                               |                 |
| \| Insel(n) \| Fläche m² \| Koordinaten \| Unter- gruppe \| \| ------------------- \| --------- \| ----------------------------- \| --------------- \| \| Little North Island \| 43503 \| 28° 37′ 51″ S, 113° 52′ 53″ O \| Eastern Islands \| \| Bynoe Island \| 30992 \| 28° 39′ 54″ S, 113° 52′ 31″ O \| Eastern Islands \| \| Helms Island \| 12235 \| 28° 40′ 10″ S, 113° 51′ 38″ O \| Eastern Islands \| \| White Island \| 70512 \| 28° 49′ 16″ S, 113° 52′ 30″ O \| Eastern Islands \| \| Alexander Island \| 128610 \| 28° 40′ 26″ S, 113° 49′ 44″ O \| \| \| Tapani Island \| 9086 \| 28° 40′ 30″ S, 113° 51′ 16″ O \| Eastern Islands \| \| Stokes Island \| 49050 \| 28° 40′ 30″ S, 113° 51′ 2″ O \| Eastern Islands \| \| Joe Smith Island \| 4338 \| 28° 40′ 55″ S, 113° 51′ 28″ O \| Eastern Islands \| \| Serventy Island \| 135651 \| 28° 40′ 59″ S, 113° 49′ 52″ O \| \| \| Gilbert Island \| 24611 \| 28° 40′ 5″ S, 113° 49′ 34″ O \| \| \| Gibson Island \| 24611 \| 28° 41′ 13″ S, 113° 49′ 40″ O \| \| \| Leo Island \| 240730 \| 28° 41′ 22″ S, 113° 51′ 36″ O \| Eastern Islands \| \| Campbell Island \| 92979 \| 28° 41′ 44″ S, 113° 50′ 5″ O \| \| \| White Bank \| 3144 \| 28° 42′ 10″ S, 113° 46′ 30″ O \| \| \| Suomi Island \| 197647 \| 28° 42′ 45″ S, 113° 50′ 17″ O \| \| \| Rat Island \| 652584 \| 28° 42′ 56″ S, 113° 47′ 2″ O \| \| \| Bushby Island \| 6249 \| 28° 43′ 25″ S, 113° 47′ 7″ O \| \| \| Keru Island \| 41558 \| 28° 43′ 34″ S, 113° 49′ 57″ O \| \| \| Little Rat Island \| 79098 \| 28° 43′ 41″ S, 113° 47′ 7″ O \| \| \| Shearwater Island \| 2946 \| 28° 43′ 56″ S, 113° 49′ 29″ O \| \| \| Roma Island \| 5064 \| 28° 43′ 57″ S, 113° 47′ 6″ O \| \| \| Dry Island \| 14403 \| 28° 44′ 22″ S, 113° 46′ 43″ O \| \| \| Crake Island \| 5478 \| 28° 44′ 31″ S, 113° 48′ 57″ O \| \| \| Morley Island \| 115516 \| 28° 44′ 47″ S, 113° 48′ 45″ O \| \| \| Little Roma Island \| 866 \| 28° 44′ 7″ S, 113° 46′ 51″ O \| \| \| Wooded Island \| 191022 \| 28° 45′ 7″ S, 113° 48′ 20″ O \| \| \| Sandy Island \| 17574 \| 28° 46′ 31″ S, 113° 47′ 8″ O \| \| \| Disappearing Island \| 955 \| 28° 47′ 3″ S, 113° 44′ 23″ O \| \| \| Easter Group \| ... \| 28° 44′ 0″ S, 113° 46′ 0″ O \| \| |           |                               |                 |
| Insel(n) | Fläche m² | Koordinaten                   | Unter- gruppe   |
| Little North Island | 43503     | 28° 37′ 51″ S, 113° 52′ 53″ O | Eastern Islands |
| Bynoe Island | 30992     | 28° 39′ 54″ S, 113° 52′ 31″ O | Eastern Islands |
| Helms Island | 12235     | 28° 40′ 10″ S, 113° 51′ 38″ O | Eastern Islands |
| White Island | 70512     | 28° 49′ 16″ S, 113° 52′ 30″ O | Eastern Islands |
| Alexander Island | 128610    | 28° 40′ 26″ S, 113° 49′ 44″ O |                 |
| Tapani Island | 9086      | 28° 40′ 30″ S, 113° 51′ 16″ O | Eastern Islands |
| Stokes Island | 49050     | 28° 40′ 30″ S, 113° 51′ 2″ O  | Eastern Islands |
| Joe Smith Island | 4338      | 28° 40′ 55″ S, 113° 51′ 28″ O | Eastern Islands |
| Serventy Island | 135651    | 28° 40′ 59″ S, 113° 49′ 52″ O |                 |
| Gilbert Island | 24611     | 28° 40′ 5″ S, 113° 49′ 34″ O  |                 |
| Gibson Island | 24611     | 28° 41′ 13″ S, 113° 49′ 40″ O |                 |
| Leo Island | 240730    | 28° 41′ 22″ S, 113° 51′ 36″ O | Eastern Islands |
| Campbell Island | 92979     | 28° 41′ 44″ S, 113° 50′ 5″ O  |                 |
| White Bank | 3144      | 28° 42′ 10″ S, 113° 46′ 30″ O |                 |
| Suomi Island | 197647    | 28° 42′ 45″ S, 113° 50′ 17″ O |                 |
| Rat Island | 652584    | 28° 42′ 56″ S, 113° 47′ 2″ O  |                 |
| Bushby Island | 6249      | 28° 43′ 25″ S, 113° 47′ 7″ O  |                 |
| Keru Island | 41558     | 28° 43′ 34″ S, 113° 49′ 57″ O |                 |
| Little Rat Island | 79098     | 28° 43′ 41″ S, 113° 47′ 7″ O  |                 |
| Shearwater Island | 2946      | 28° 43′ 56″ S, 113° 49′ 29″ O |                 |
| Roma Island | 5064      | 28° 43′ 57″ S, 113° 47′ 6″ O  |                 |
| Dry Island | 14403     | 28° 44′ 22″ S, 113° 46′ 43″ O |                 |
| Crake Island | 5478      | 28° 44′ 31″ S, 113° 48′ 57″ O |                 |
| Morley Island | 115516    | 28° 44′ 47″ S, 113° 48′ 45″ O |                 |
| Little Roma Island | 866       | 28° 44′ 7″ S, 113° 46′ 51″ O  |                 |
| Wooded Island | 191022    | 28° 45′ 7″ S, 113° 48′ 20″ O  |                 |
| Sandy Island | 17574     | 28° 46′ 31″ S, 113° 47′ 8″ O  |                 |
| Disappearing Island | 955       | 28° 47′ 3″ S, 113° 44′ 23″ O  |                 |
| Easter Group | ...       | 28° 44′ 0″ S, 113° 46′ 0″ O   |                 |

## Nutzung
Alle Inseln sind mangels Trinkwasserquellen unbewohnt. Sie dürfen zum Schutz der Fauna und Flora nur mit besonderer Genehmigung betreten werden.